# Gemeindepolizei
Gemeindepolizei (GemPo),  är det tyska namnet på en kommunal polisorganisation. I denna artikel behandlas den kommunala polis som fanns i Nazityskland. 

## Organisatoriska bestämmelser
I kommuner med mer än 2 000 invånare, som inte hade en statlig polisförvaltning skulle det finnas en kommunal polis. I orter med mindre än 2 000 invånare ansvarade gendarmeriet för polisverksamheten. Under kriget planerades det att utsträcka gendarmeriets ansvarsområde till alla orter med mindre än 5 000 invånare, men det kom inte att genomföras annat än i mycket begränsad utsträckning. 1942 fanns det kommunala polisförvaltningar i 1 338 kommuner med mer än 5 000 invånare. Av dessa hade fem mer än 100 000 invånare; 22 hade 50 000-100 000 invånare, 591 hade 10 000-50 000 invånare och 720 hade 5 000-10 000 invånare.

## Kommunala polismyndigheter

Stabsskylt för Stadtpolizeidirektor.

I mindre städer och kommuner som saknade en statlig polisförvaltning, var borgmästaren lokal polismyndighetschef. Han var underställd lantrådet som chef för kretspolismyndigheten. I städer som bildade en egen stadskrets var överborgmästaren både lokal polismyndighetschef och kretspolismyndighetschef. Han var underställd landshövdingen eller riksståthållaren som högre polismyndighetschef. Under polismyndighetschefen leddes den kommunala polisen av en polischef.
| Stadens storlek                        | Polismyndighetschef | Polischef                                                                                         |
| -------------------------------------- | ------------------- | ------------------------------------------------------------------------------------------------- |
| 27 städer med över 50 000 invånare     | Oberbürgermeister   | Stadtpolizeidirektor                                                                              |
| 88 städer med 30 000-50 000 invånare   | Oberbürgermeister   | Polizeioberinspektor                                                                              |
| 106 städer med 20 000-30 000 invånare  | Oberbürgermeister   | Polizeioberkommissar Polizeikommissar                                                             |
| 1 117 städer med 5 000-20 000 invånare | Bürgermeister       | Chefen för ordningsstatspolisen vid närmaste statliga polismyndighet var även kommunal polischef. |
| Mindre än 5 000 invånare               | Bürgermeister       | Gendarmerikretschefen var även kommunal polischef.                                                |

Källa:

## Ordningspolis
Den kommunala ordningspolisen i de större städerna gick under benämningen Kommando der Schutzpolizei, medan den i mindre städer kallades Schutzpolizei-Dienstabteilung.
| Stadens storlek                        | Ordningspolischefens titel               | Tjänsteställning som                 |
| -------------------------------------- | ---------------------------------------- | ------------------------------------ |
| 27 städer med över 50 000 invånare     | Kommandeuer der Schutzpolizei            | Oberstleutnant Major                 |
| 88 städer med 30 000-50 000 invånare   | Führer der Schutzpolizei-Dienstabteilung | Hauptmann                            |
| 106 städer med 20 000-30 000 invånare  | Führer der Schutzpolizei-Dienstabteilung | Inspektor / Revieroberleutnant       |
| 1 117 städer med 5 000-20 000 invånare | Führer der Schutzpolizei-Dienstabteilung | Obermeister / Revierleutnant Meister |

Källa:

## Kriminalpolis
Städer med över 10 000 invånare vilka hade en kommunal polisförvaltning skulle även ha en kommunal kriminalpolis - Gemeindekriminalpolizeiabteilung. Tillsyn över denna utövades av närmaste statliga kriminalpolisavdelning. Från och med 1943 överfördes alla kommunala kriminalpolisavdelningar med över 10 anställda (dvs. huvudsakligen i städer med mer än 50 000 invånare) till den statliga kriminalpolisen.

### Grader i den kommunala kriminalpolisen
| Grad i den kommunala kriminalpolisen | Motsvarande grad i den statliga kriminalpolisen | Tjänsteställning som           |
| ------------------------------------ | ----------------------------------------------- | ------------------------------ |
| Kriminalassistent                    | Kriminalassistent                               | Revieroberwachtmeister         |
| Kriminaloberassistent                | Kriminaloberassistent                           | Hauptwachtmeister              |
| Kriminalsekretär                     | Kriminalsekretär                                | Meister                        |
| Kriminalbezirkssekretär              | Kriminalobersekretär                            | Obermeister / Revierleutnant   |
| Kriminalinspektor                    | Kriminalinspektor                               | Inspektor / Revieroberleutnant |
| Kriminaloberinspektor                | Kriminalkommissar                               | Revierhauptmann                |

Källa: